# Perognathus inornatus
Perognathus inornatus е вид бозайник от семейство Торбести скокливци (Heteromyidae).

## Разпространение
Видът е разпространен в САЩ (Калифорния).
Живее в полупустини.